# Uładzimir Ryżankou
Uładzimir Mikałajewicz Ryżankou (biał. Уладзімір Мікалаевіч Рыжанкоў, ros. Владимир Николаевич Рыженков, Władimir Nikołajewicz Ryżenkow; ur. w 11 listopada 1945 w Dobruszu lub w osiedlu Płoskaje w rejonie dobruskim, zm. 12 grudnia 1996) – białoruski działacz sportowy i partyjny, w latach 1995–1996 minister sportu i turystyki Białorusi, pierwszy prezes Komitetu Olimpijskiego Białorusi.

## Życiorys
Urodził się w 11 września 1945 roku w Dobruszu, w obwodzie homelskim Białoruskiej SRR, ZSRR (według innego źródła – w osiedlu Płoskaje w rejonie dobruskim). Jego ojciec, Mikałaj Dzmitryjewicz Ryżankou, urodzony w 1917 roku, pracował jako brygadzista w przedsiębiorstwie przemysłu drzewnego „Płoskaje” w Leśnictwie Dobrusz. Matka, Zinaida Michjłauna Ryżankawa, urodzona w 1923 roku, zajmowała się domem. Uładzimir Ryżankou w 1964 roku ukończył Homelskie Technikum Drogowo-Budowlane, w 1972 roku – Białoruski Państwowy Instytut Kultury Fizycznej, a następnie Mińską Wyższą Szkołę Partyjną.
Pracę rozpoczął w 1964 roku jako majster drogowy, następnie służył w szeregach Armii Radzieckiej. Po ukończeniu Instytutu Kultury Fizycznej od 1972 roku pracował w nim jako wykładowca, sekretarz komitetu Komsomołu, a następnie kierownik gabinetu metodycznego Białoruskiej Republikańskiej Rady Związków Zawodowych. W 1978 roku został zastępcą przewodniczącego Rady Centralnej Wiejskiego Ochotniczego Towarzystwa Sportowego „Urożaj” (pol. Urodzaj). Od 1979 roku był naczelnikiem Wydziału Wychowania Fizycznego Komitetu Kultury Fizycznej i Sportu przy Radzie Ministrów Białoruskiej SRR. Od 1982 roku zajmował się pracą partyjną. Był instruktorem, kierownikiem Sektora Kultury Fizycznej i Sportu Wydziału Organów Administracyjnych Komitetu Centralnego Komunistycznej Partii Białorusi.
W lipcu 1990 roku został przewodniczącym Komitetu ds. Kultury Fizycznej i Sportu Białoruskiej SRR (od 1991 roku – Państwowego Komitetu Republiki Białorusi ds. Kultury Fizycznej i Sportu). Był pierwszym prezesem Narodowego Komitetu Olimpijskiego Białorusi. Po utworzeniu Katedry Kultury Fizycznej Akademii Zarządzania przy Prezydencie Republiki Białorusi 9 września 1993 roku, Ryżankou objął także posadę jej kierownika. Pełnił funkcję zastępcy ministra kultury i prasy – przewodniczącego Komitetu ds. Sportu Ministerstwa Kultury i Prasy Białorusi. 20 listopada 1995 roku przeszedł z niej na nowo utworzony urząd ministra sportu i turystyki Białorusi. Zmarł 12 grudnia 1996 roku. Pochowany został na cmentarzu Wschodnim w Mińsku, w pobliżu miejsca spoczynku Iwana Szamiakina.

## Życie prywatne
Uładzimir Ryżankou był żonaty z Branisławą Francauną Ryżankawą i miał z nią dwoje dzieci: syna Maksima i córkę Daszę. Maksim Ryżankou jest politykiem, dyplomatą i działaczem sportowym; pracował m.in. w ambasadzie Białorusi w Polsce.

## Upamiętnienie
Wizerunkiem Uładzimira Ryżankoua ozdobiony jest puchar – przechodnia nagroda w turnieju obwodu homelskiego w futsalu.